# Особняк Голубиных
«Особняк Голубиных» (альтернативное название «Ксюша») (фильм, 1924) — агитационная социально-бытовая драма режиссёра Владимира Гардина о борьбе с туберкулёзом.

## Сюжет
После Великой Октябрьской социалистической революции Николай Скворцов, участник Первой мировой войны, помещён в санаторий для лечения туберкулёза. Здравница располагается в бывшем особняке Голубиных. За Николаем ухаживает местная девушка Ксюша, между ними возникают чувства. Сохранятся ли они после выздоровления Николая?..

## Интересные факты
- Фильм поставлен на средства и по поручению органов здравоохранения.
- Дебют в кино сценариста Натана Зархи и актёра Андрея Файта

## В ролях
- Александра Карцева — Ксюша
- Георгий Бобынин — Николай Скворцов
- Нина Ли — Нелли
- Г. Волконская — Голубина
- В. Лялин — Игорь Голубин
- Андрей Файт — Азангулов
- Н. Кукаркин — Диков, студент-медик
- Александр Громов — Скворцов, рабочий
- В. Варейкис — Серёжа Скворцов
- Андрей Горчилин — Василий, большевик
- Николай Вишняк

## Съёмочная группа
- Режиссёр: Владимир Гардин
- Сценарист: Натан Зархи
- Оператор: Пётр Ермолов
- Художник: Сергей Козловский